# 펜토미니엄
펜토미니엄(영어: Pentominium)는 아랍에미리트 두바이에 지어질 예정인 마천루이다.  
2008년 공사를 시작했으나 두바이 경제위기로 인해 코어 28층,메가칼럼 22층까지만 올리고 2011년부터 방치되었다.이후 2019년 다시 공사를 시작했으나 코로나로 취소되었고, 2023년 12월,설렉트 그룹이 프로젝트를 인수하여 새로운 건물로 공사를 시작해 2028년 2월쯤 완공될 예정이다. 

## 같이 보기
- 두바이의 마천루 목록
- 100층 이상의 마천루 목록